# Chris Pratt
Christopher Michael Pratt (Virginia, Minnesota, EUA, 21 de juny de 1979) és un actor nord-americà. Va saltar a la fama pels seus papers a la televisió, especialment com Andy Dwyer a la comèdia de NBC Parks and Recreation (2009-2015), per la qual va rebre elogis de la crítica i va ser nominat al Critics' Choice Television Award al millor actor de repartiment en una sèrie de comèdia el 2013.
Pratt també va protagonitzar al principi de la seva carrera el paper de Bright Abbott a la sèrie dramàtica de The WB Everwood (2002-2006) i va tenir papers a Wanted (2008), Jennifer's Body (2009), Moneyball (2011), The Five-Year Engagement (2012), Pel·lícula 43 (2013), Zero Dark Thirty (2013), Delivery Man (2013) i Her (2013). El 2014 es va consolidar com a protagonista de Hollywood amb papers principals a Guardians of the Galaxy de Marvel Studios com a Star-Lord i La Lego pel·lícula, de Warner Animation Group, com Emmet Brickowski. Ambdues pel·lícules van tenir èxit comercial i de crítica, convertint-se en la tercera i cinquena pel·lícula més taquillera de l'any, respectivament, a Amèrica del Nord. El 2015, Pratt va interpretar Owen Grady a Jurassic World (2015), la segona pel·lícula més taquillera d'aquell any, i va repetir el paper en les pel·lícules següents Fallen Kingdom (2018) i Dominion (2022).
Pratt també ha protagonitzat The Magnificent Seven, Passengers (tots dos del 2016) i The Tomorrow War (2021). A més, va reprendre el seu paper a Marvel en Guardians of the Galaxy Vol. 2 (2017), Avengers: Infinity War (2018) i Avengers: Endgame (2019), així com els propers Thor: Love and Thunder (2022) i Guardians of the Galaxy Vol. 3 (2023). El 2023, està previst que posi veu a Mario a la pel·lícula sense títol de Nintendo i Illumination sobre Mario. El 2015, la revista Time el va nomenar una de les 100 persones més influents del món.

## Filmografia
- Wanted (2008)
- Bride Wars (2009)
- Moneyball (2011)
- Her (2013)
- La Lego pel·lícula (2014)
- Guardians of the Galaxy (2014)
- Jurassic World (2015)
- Els set magnífics (2016)
- Passengers (2016)
- Guardians of the Galaxy Vol. 2 (2017)
- Avengers: Infinity War (2018)
- Jurassic World: El regne caigut (2018)
- La Lego pel·lícula 2 (2019)
- Avengers: Endgame (2019)
- Onward (2020)
- The Tomorrow War (2021)
- Jurassic World: Dominion (2022)
- Thor: Love and Thunder (2022)
- Guardians of the Galaxy Vol. 3 (2023)
- Super Mario Bros.: La pel·lícula (2023)
- Garfield: La pel·lícula (2024)
- The Electric State (2025)